# Cafea de specialitate
Termenul "Cafea de specialitate" a fost folosit pentru prima dată în 1974 de către Erna Knutsen într-un număr al Revistei Comerciale Ceai Si Cafea. Knutsen a folosit acest termen pentru a descrie boabele cu cel mai bun gust, care sunt cultivate în microclimate speciale.
Cafeaua de specialitate nu trebuie confundată cu cafeaua "gourmet" sau "premium". Acești termeni sunt adesea folosiți în marketing fără standarde definite oficial. Potrivit Specialty Coffee Association (SCA), cafeaua care este punctată cu 80 de puncte sau mai mult, pe o scară de 100 de puncte se notează cu termenul de "specialitate". Cafeaua de specialitate este cultivată în zone climate speciale și sunt remarcabile datorită corpului plin, a notelor deosebite de gust și a numărului redus de defecte. Aromele și gusturile speciale sunt rezultatul  caracteristicilor și compoziției solurilor pe care sunt cultivați arborii de cafea.
Cafeaua de specialitate este segmentul cu cea mai rapida evoluție din industria cafelei. În SUA, cota de piață a cafelei de specialitate a crescut de la 1% la 20% în ultimii 25 de ani. Și în România, în perioada 2015-2017, numărul celor implicați în producție și distribuție a crescut semnificativ. Deși piața de consum este încă la început, perspectivele de creștere sunt similare cu cele Americane și Europene.
Pentru a promova și a auto-reglementa industria, producătorii, exportatorii, prăjitorii, comercianții și furnizorii de echipamente au înființat asociații comerciale. Aceste asociații există atât in țările producătoare cât si în cele consumatoare de cafea.
Țările cunoscute pentru producția de cafea de specialitate sunt Columbia, Etiopia, Brazilia, Kenya, Nicaragua, Indonezia și Vietnam . Arabica și Robusta sunt cele mai populare specii de cafea, deși există 75 de specii de cafea din întreaga lume. Cafeaua Arabica are o calitate superioară, dar Robusta, mai amară și mai bogată în cofeină, este o specie cu o rezistență crescută, ceea ce o face să fie des întâlnită, în ciuda calității reduse a gustului.

## Asociațiile din țările consumatoare
- Special Coffee Association (SCA) a result of SCAA and SCAE joining
- Specialty Coffee Association of America[4]
- Speciality Coffee Association of Europe[5]
- Asociația de Cafea de specialitate din Japonia[6]
- Asociația De Cafea De Specialitate din Noua Zeelandă [7]
- Singapore Cafea Asociere[8]
- Austral Asian Cafea De Specialitate[9]
- Asociația de Cafea de specialitate din Coreea[10]

## Asociațiile din țările producătoare și consumatoare
- ANACAFE e din Guatemala Ceașcă de Excelență [11]
- Asociația de Cafea de specialitate din Bolivia
- Brazilia Asociația De Cafea De Specialitate[12]
- Cafea Columbiană Federația[13]
- Asociația de Cafea de specialitate din Costa Rica[14]
- Din Africa De Est Cafele Asociere[15]
- Itzalco Cafea Fin Asociere de El Salvador[16]
- Asociația de Cafea de specialitate din India[17]
- Asociația de Cafea de specialitate din Indonezia[18]
- Asociación de Cafenele Especiales de Nicaragua
- Asociația de Cafele Speciale de Panama[19]
- Asociația de Cafea de specialitate din Africa de Sud[20]
- Asociación Mexicana de Cafenele y Cafeterías de especialidad pentru A. C.[21]